# Cinema da Venezuela

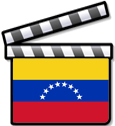
Cinema da Venezuela

O cinema da Venezuela remonta ao final do século XIX. Os primeiros filmes feitos na Venezuela estrearam em 28 de janeiro de 1897 no Teatro Baralt de Maracaibo.

## História

### Inícios
Em 11 de julho de 1896, foi realizada a primeira projeção de filmes no país, na cidade de Maracaibo. O aparelho utilizado foi o Vitascópio de Thomas Edison, que havia sido adquirido por Luis Manuel Mendez na cidade de Nova Iorque, meses antes da chegada do cinematógrafo dos Irmãos Lumière, que chegaria em 28 de janeiro do ano seguinte. Méndez contratou Manuel Trujillo Durán para operar o dispositivo mencionado.  Os primeiros filmes venezoelanos projetados naquela noite, eram Célebre especialista sacando muelas en el Gran Hotel Europa, y Muchachos bañándose en la laguna de Maracaibo, ambos estreados em 28 de janeiro de 1897 no Teatro Baralt de Maracaibo, cuja realização foi atribuída ao mesmo Manuel Trujillo Durán, embora as evidências documentais indiquem que ele estava em turnê no estado de Táchira e na Colômbia no momento em que os dois rolos foram filmadas. Nesse mesmo ano, outros pioneiros do cinema como Ricardo Rouffet e Carlos Ruiz Chapellín realizaram alguns curtas-metragens na cidade de Caracas.
Os primeiros filmes realizados na Venezuela traziam as cenas típicas deste período como as notícias, a animação pública e as filmagens de atos oficiais e as exaltações do governo da época, sendo este último o maior.. Em 1916, Enrique Zimmerman realizou o primeiro longa-metragem de ficção de que há registro no país: La Dama de las Cayenas o pasión y Muerte de Margarita Gutiérrez.  Oito anos depois, em 1924, é filmada La Trepadora, adaptação do romance de Rómulo Gallegos.
A partir de 1926, com o boom do petróleo, o governo do presidente Juan Vicente Gómez promoveu um aumento na produção de filmes comissionados, especialmente de revistas de cinema e documentários de propaganda. No final da década de 1920, a atividade cinematográfica se recuperou quand  instalou os Laboratórios Nacionais do Ministério de Obras Públicas na cidade de Maracay. Da mesma forma, em Barquisimeto, Amábilis Cordero fundou os Estudos Cinematográficos Lara. Com o lançamento de diversos telejornais e revistas, o cinema nacional passa a ser visto regularmente nas telas do país.
O aumento da propaganda cinematográfica governamental entre 1926-27 obrigou à abertura do Laboratório Nacional de Cinematográfico e Fotográfico (LCN), instalado a norte do edifício da MOP, e anexo a este gabinete por resolução de 1927.

### Cinema sonoro
Embora em 1931 tenham sido feitas algumas tentativas sonoras com o curta La Venus de Nácar (1931) dirigido por Efraín Gómez e estreado no Teatro Maracay, só em 1938 com a estreia do curta Taboga é que se pode falar realmente de filmes sonoros na Venezuela. Da mesma forma, o primeiro longa-metragem sonoro é filmado no país: El Rompimiento, de Antonio Delgado Gómez. A partir deste mesmo ano, Efraín Gómez regulariza a produção do noticiário cinematográfico Revista Nacional, que tem vida até 1935, focado principalmente em registrar os atos oficiais, estas e outras atividades de registros em formato de noticiários ou revistas cinematográficas marcaram a produção da década.
Em 1932 estreou o primeiro longa-metragem do país, Corazón de mujer (Edgar Anzola), seguidos por outros longas produzidos ainda no mesmo ano, como Forasteros en Caracas de Max Serrano, Ayarí o El veneno del indio de Finí Veracochea e Corazón de mujer de Juanito Martínez Pozueta. No ano seguinte, El relicario de la abuelita de Antonio María Delgado Gómez (1933).
Em 1935, o filme Joropo, estrelado por Lorenzo Herrera, trouxe o gênero musical para o cinema com boa recepção do público. Produzido por um grupo de venezuelanos radicados na cidade de Nova York, sob a direção de Horacio Cabrera Sifontes, filmado naquela cidade, apresenta situações típicas das planícies venezuelanas, e sua sequência final mostra todos os personagens dançando Joropo no grande salão do Waldorf Astoria New York, considerado na época um dos hotéis mais luxuosos do mundo.
Em 1938, Rómulo Gallegos criou na cidade de Caracas a Estúdios Ávila, a primeira produtora cinematográfica do país que, com aspirações culturais e comerciais, se ocupa da produção de propaganda institucional através do cinema.Dos anos quarenta aos sessenta
No campo da crítica, destaca-se que em 1940 surgiu a Mi Film, revista quinzenal dedicada à obra cinematográfica. No início da década de 1940, Luis Guillermo Villegas Blanco fundou formalmente a empresa Bolívar Filmes, que passou a fazer alianças estratégicas com o mexicano Rodolfo Espino e o argentino Lino Veluvirretti para a produção de longas-metragens em regime industrial. A empresa influencia todo o cinema venezuelano da época, não só ajudando a fundar outras empresas, como Cinesa (1958), Cines Interior (1969) y 8º Arte (1979), ou trabalhando na finalização, mas principalmente tratando de criar um cinema comercial de qualidade. A empresa foi essencial na consolidação do cinema industrial, sendo a primeira fundada a não falir, reafirma a independência do cinema do Estado e promove reflexões acerca da necessidade de uma indústria nacional e um cinema próprio.
Em 1941 Isaías Medina Angarita foi proclamado presidente da República, cuja derrubada ocorreu em 18 de outubro de 1945 por um golpe civil-militar. Após um período de transição, o escritor Rómulo Gallegos assume a presidência em 1948, em quem os cineastas depositam suas esperanças. Infelizmente, ele foi derrubado em 24 de novembro do mesmo ano, desta vez por um novo golpe de natureza puramente militar. Daí, de golpe em golpe, Marcos Pérez Jiménez assumiu a ditadura do país, que se estende por quase toda a década de 1950. Nesse período, o país produz pouco cinema importa muito do México, Argentina e Estados Unidos, enquanto o cinema nacional pretende lisonjear o público com filmes de estrutura muito elementar, baseados em temas folclóricos, ou no melodrama clássico.
Em 1941, Rafael Rivero Oramas, dirige, para os Estúdios Avila, o longa-metragem de conotação neorrealista intitulado Juan de la Calle. A produtora Bolivar Filmes produz La Balandra Isabel llegó esta tarde, de Carlos Hugo Christensen, que ganhou o prêmio de melhor fotografia na quarta edição do Festival internacional de cinema de Cannes, em 1951.
Em 1951 foi criada a revista Venezuela-Cine, publicação quinzenal que reúne cineastas como Amy Courvoisier e Román Chalbaud, entre outros. Incentivado pelo próprio Courvoisier, surge o cinema de arte Profilm, atividade cineclube que desenvolve a sua atividade no Cinema Montecarlo, no Teatro La Comedia e no Teatro Palace; onde Courvoisier organiza as primeiras amostras de cinema nacional (R. Izaguirre, 1997).
A cineasta italiana Elia Marcelli, é contratada pela Shell da Venezuela para a filmagem de uma série de documentários baseados no legado artístico e cultural do folclore venezuelano. Em 1958, Marcelli recebeu o Prêmio Internacional Cantaclaro pelo documentário Llano inside.
Os anos 1950 são marcantes para as estreias de Reverón e de Araya, ambos dirigidos por Margot Benacerraf (1959). Araya foi premiada no XII Festival de Cannes (1959) e Reverón obteve uma seleção para o mesmo festival, bem como uma menção especial no Festival de cinema de Berlim em 1955, e o prêmio Cantaclaro do Círculo de Cronistas Cinematográfica de Caracas em 1953 (C. Cisneros, 1997). Isso indica o surgimento de um cinema documentário de autor de alta qualidade técnica, o que é relevante nesses anos de hesitações cinematográficas. Román Chalbaud também se destaca. Seu primeiro trabalho, Caín Adolescente (1959) baseado em sua peça de mesmo nome é um dos primeiros filmes a refletir de forma neorrealista o drama dos deslocados do campo para a cidade em busca de uma vida melhor. Então, em 1963, estreou Contos para Adultos, uma produção de três curtas-metragens que mostra as atitudes de três personagens humildes. Sua trajetória é marcada por uma estética própria que expressa o mundo dos subúrbios de Caracas e é o cineasta venezuelano mais prolífico até o início do século XXI. Nessa década, em coprodução ou não, a Bolívar Filmes lançou sete filmes até 1953.

### O cinema dos anos sessenta
A ditadura de Marcos Pérez Jiménez é derrotada em 1958. Em 1960, foi lançado o Sétimo Paralelo de Elías Marcelli, o único longa nacional daquele ano. A partir de 1962, a par da produção de curtas-metragens da Shell, foram acrescentadas iniciativas como as do Gabinete Central de Informação (OCI), que se centra na promoção institucional e na realização de documentários fora do âmbito da propaganda oficial. Em 1961, Ángel Hurtado, reconhecido pintor que estreou o curta La habitación de al lado, recebeu o prêmio especial do júri do Festival de Veneza na Bienal de 1964 por outra obra intitulada El mundo del pintor. Lorenzo Batallán cria e dirige o Instituto Venezuelano de Experimentação Cinematográfica (IVEC), cuja primeira obra é Chimichimito de José Martín (1960).  Em 1962, Marcelli dirigiu Séptimo Paralelo, longa-metragem denunciando a situação dos índios Yaruro no rio Arauca e no Orinoco, que se tornaria um sucesso na América Latina, promovendo campanhas de proteção às etnias mais vulneráveis da Amazônia. Em 1964, outro diretor, Arturo Plasencia, foi lançado e viu a chegada de um dos maiores cineastas venezuelanos, Clemente de la Cerda, que estreou naquele ano seu primeiro longa, Isla de Sal.

Em 1965, Mauricio Odremán Nieto estreou seu filme EFPEUM. Este filme, que pode ser classificado como o primeiro filme de ficção científica da Venezuela, nasceu prematuramente em uma Venezuela que ainda não havia despertado do realismo, e que apenas começava a aceitar o realismo mágico como elemento da cultura venezuelana. O cineasta comenta em seu romance fantástico El día que todo haga Paff (1973) o que aconteceu com seu filme:
Nestes anos vigora a proposta de um cinema político e social em toda a América Latina. Isso se evidencia nos encontros do cinema latino-americano no Festival de Viña del Mar (Chile) em 1967 e em Mérida (Venezuela) em 1968, que permitem a troca de materiais e ideias que se desenvolvem em cada país (C. Cisneros, 1997). Na Venezuela, entre os primeiros tutores deste novo cinema comprometido, está Jesús Enrique Guédez com La ciudad que nos ve (1966), curta-metragem financiado pelo Programa de Estudos de Caracas da Universidade Central da Venezuela (UCV), e Pozo Muerto de Carlos Rebolledo (1967).
É importante neste momento a criação do Instituto Nacional de Cultura e Belas Artes (Inciba), promovido pelo intelectual Miguel Otero Silva e criado por decreto em 1964. O Inciba foi criado por fusão parcial da Direcção de Cultura e Belas Artes do Ministério da Educação e da Direção de Cultura e Bem-Estar Social do Ministério do Trabalho, iniciando formalmente suas atividades em janeiro de 1965. A estrutura do Inciba é composta por um Departamento de Audiovisual chefiado por Margot Benacerraf, a Divisão de Pesquisa e Produção e a Divisão de Administração. É graças a Margot Benacerraf que se promove a difusão do cinema venezuelano no exterior e a profissionalização do pessoal que trabalha no cinema nacional. Da mesma forma, por meio de Inciba, criou a Cinemateca Nacional em 5 de maio de 1966. Ainda em 1964 teve início o processo de promulgação de uma lei cinematográfica, que em maio de 1967 culminou, em sua primeira etapa, com a entrega do projeto ao Inciba.

### O novo cinema venezuelano
Em 1973, o filme Cuando quiero llorar, no lloro de Mauricio Walerstein, baseado no romance homônimo de Miguel Otero Silva, alcançou um sucesso sem precedentes de bilheteria, que deu início a um boom no chamado Novo Cinema Venezuelano, corrente do cinema social muito famoso nos anos 1970, cujos maiores expoentes seriam, além de Walerstein, Román Chalbaud (especialmente com seu filme El pez que fuma, 1977) e Clemente de la Cerda com Soy un Delincuente cujas musas seriam atores como Orlando Urdaneta, Hilda Vera, Haydée Balza, Miguel Ángel Landa e Chelo Rodriguez .
Essa corrente foi mantida por boa parte da década de 1980 com filmes como Macu, la mujer del policía de Solveig Hoogesteijn e Homicidio Culposo de Cesár Bolivar. Em 1985, seis filmes venezuelanos - La graduación de un delincuente, Macho y hembra, Ya-Koo, Oriana, El atentado y Más allá del silencio - estariam entre os dez filmes de maior bilheteria. No entanto, durante esta década o país entrou em uma profunda crise financeira, que resultou em uma queda notável do cinema nacional.

### O cinema dos anos noventa
Os anos 1990 começaram com uma boa base para o cinema nacional venezuelano, em que os filmes misturavam crítica social e características do cinema de gênero, algumas obras importantes e premiadas deste período são: Disparen a matar (1990) de Carlos Azpúrua, Jericho (1992) de Luis Alberto Lamata e Rio Negro (1990) de Atahualpa Lichy.
Em 1994, foi decretada a Lei Nacional de Cinematografia, que instituiu a criação do Centro Nacional Autônomo de Cinematografia, que substituiu o anterior Foncine. No entanto, o resto da década é caracterizado por uma escassa produção cinematográfica, destacando-se as colaborações de Elia Schneider e José Ramón Novoa, com os filmes Sicario (1994) (um dos mais premiados até então), Huelepega: Ley de la calle (1997) e Garimpeiros (1999, conhecido no exterior como Oro Diablo ).

### Novo século, nova tecnologia
Em 2000, o filme Manuela Sáenz, do realizador Diego Rísquez, alcançou um novo sucesso de bilheteira do cinema venezuelano. No entanto, a verdadeira mudança no cinema do país pôde ser percebida alguns anos depois, em 2003, com a estreia de Yotama se va Volando, de Luis Armando Roche e do mexicano Rodolfo Espino, foi o primeiro filme venezuelano feito em cinema digital a ser lançado em salas comerciais.
Em 2004 estreou Punto y raya de Elia Schneider com Roque Valero e Edgar Ramírez, um dos filmes de maior sucesso e reconhecimento internacional. O filme obteve quatro prêmios em festivais internacionais.
Em 2005, o filme Secuestro Express, de Jonathan Jakubowicz, tornou-se o filme nacional mais assistido da Venezuela. Sua venda para a distribuidora Miramax foi considerada um grande sucesso de sua comercialização mundial. Nesse mesmo ano foi lançado El Caracazo de Román Chalbaud, o filme mais caro da história do cinema venezuelano, mas com péssimos resultados de bilheteria.
A partir de 2005, entrou em vigor uma Reforma da Lei Nacional de Cinematografia que incentivou algumas mudanças, como um percentual da cota de tela para o cinema venezuelano, além de promover uma maior participação das empresas privadas na atividade cinematográfica por meio de diversos impostos e incentivos fiscais. Em 2006, foi inaugurado La Villa del Cine, um complexo cinematográfico patrocinado pelo Ministério do Poder Popular de Comunicação e Informação para estimular a produção de filmes e obras audiovisuais nacionais.
O filme Elipsis de Eduardo Arias-Nath, produzido em 2006, foi lançado em 29 de setembro e tornou-se o filme venezuelano produzido e distribuído pela Century Fox e sua filial latino-americana. Nesse ano, foram lançados no país onze filmes venezuelanos, sendo o filme de maior bilheteria Francisco de Miranda, de Diego Rísquez.
Produzido em 2005 e lançado em 15 de setembro de 2007, o filme Postales de Leningrado, de Mariana Rondón foi financiado pelo Ministério da Cultura, PDVSA e canal TeleSUR e tornou-se um dos filmes venezuelanos de maior sucesso no cenário internacional, tendo conquistado o maior prêmio do Biarritz, e dois prêmios no 31º Festival Internacional de Cinema de São Paulo. Além disso, foi selecionado para o Óscar daquele ano, na categoria Melhor filme estrangeiro.
Em 2007 foi lançado o filme Miranda regresa, onde é contada a história deste herói, produzido pela Fundação Villa del Cine, dependente do Ministério do Poder Popular para a Cultura.
Em 2008, o curta-metragem El Café de Lupe, da diretora Mariana Fuentes, tornou-se o curta-metragem venezuelano com maior aceitação em festivais de cinema, tendo este filme participado em mais de 30 festivais a nível nacional e internacional. O curta apresenta performances de alguns dos atores venezuelanos mais proeminentes, incluindo Elba Escobar, Mimi Lazo, Erich Wildpret e Gonzalo Cubero. Este curta foi inteiramente financiado pelo CNAC.
Em 2009, filmes como Día naranja (Alejandra Szeplaki), Libertador Morales (Efterpi Charalambidis), documentário Swing con son (Rafael Marziano), Un lugar lejano (José Ramón Novoa), Zamora (Roman Chalbaud), documentário FANtasmo ( Jonás RG), e o documentário Memorias del gesto (Andrés Agusti), entre tantas outras produções independentes. Este ano a Venezzia se destaca nacional e internacionalmente, sob a direção de Haik Gazarian, por contar uma história pouco conhecida: a do abastecimento de petróleo venezuelano durante os anos da Segunda Guerra Mundial, enquadrada em uma história de amor. O filme acumulou 15 prêmios em festivais de cinema em todo o mundo, tornando-se a produção cinematográfica venezuelana mais reconhecida e assistida nos últimos dez anos.
Em 2010 outra levada de grandes filmes como Hermano do diretor Marcel Rasquin, vencedor do Festival de Moscou como "Melhor Filme". Ele também foi postulado pela Venezuela para representar o país no Óscar Melhor filme estrangeiro. Cheila, una casa pa’ maita de Eduardo Barberena foi o  premiado na edição 2009 do Festival de Cinema da Venezuela, nas categorias "melhor filme", "melhor atriz principal", "melhor atriz coadjuvante", "melhor roteiro" e "melhor direção" (compartilhado com César Bolívar), e o "prêmio do público". Há também Habana Eva, estrelado por Juan Carlos García, Prakriti Maduro e dirigido por Fina Torres, que ganhou o reconhecimento como "Melhor Filme Internacional" no New York Latin Film Festival. Neste ano ainda foi lançado, La Hora Cero de Diego Velasco que entrou para a história, com músicas de Freddy Sheinfeld e Gabriel Velasco, com a atuação de Zapata 666, Erich Wildpret, Marisa Román e Albi de Abreus.
Em 2011, o filme El chico que miente de Marité Ugás chamou a atenção do público nacional, assim como dos selecionadores do Festival de Berlim, tornando-se o primeiro filme venezuelano a participar da competição. Nesse mesmo ano, os filmes Reverón (Diego Rísquez) e El rumor de las piedras (Alejandro Bellame Palacios) monopolizaram os prêmios do Festival de Cinema da Venezuela de Mérida, levando sete e seis prêmios respectivamente.
Em 2012 El misterio de las lagunas. Fragmentos Andinos de Atahualpa Lichy é o documentário venezuelano mais selecionado em festivais estrangeiros. (23 festivais, entre os quais: Festival des Films du Monde, Montreal; Bafici, Argentina; Busan, Coréia; Guadalajara, México; San Juan, Argentina, etc.).
Em 2013, o filme Pelo malo da cineasta Mariana Rondón ganhou a Golden Shell no Festival Internacional de Cinema de San Sebastián, e fez parte da seção: Contemporary World Cinema, no Toronto International Film Festival.
Em 2014 foi lançado o documentário Hay Alguien Allí, dirigido por Eduardo Viloria Daboín e Gioconda Mota, que trata do autismo; Nesse mesmo ano, o filme Libertador fez parte da edição de 9 filmes selecionados na categoria Melhor Filme Estrangeiro no Oscar 2014; no entanto, não consegue passar os cinco indicados finais. Cabe destacar que foi estreado no Festival Internacional de Cinema de Toronto em 2013 e na Venezuela em 24 de julho de 2014, dia da comemoração do nascimento do Libertador Simón Bolívar.
Em 2015 o filme La distancia más larga da realizadora Claudia Pinto, lançado em agosto de 2014, ganhou o prémio de Melhor Primeiro Filme Ibero-Americano na segunda edição do Platino Awards. Nesse ano o filme Desde allá, a primeira obra de Lorenzo Vigas, torna-se o primeiro filme venezuelano a fazer parte da Seção Oficial do Festival Internacional de Cinema de Veneza, o mais antigo do mundo e a segundo mais importante.

## Organizações

### Instituições e sindicatos
As instituições e sindicatos mais importantes do país são os seguintes.
- O Centro Nacional Autônomo de Cinematografia (CNAC) é o órgão regulador das políticas públicas cinematográficas.
- A Associação Nacional de Autores Cinematográficos é a principal associação de cineastas do país.
- A Câmara de Produtores de Longas-Metragens da Venezuela , principal associação de produtores.
- A Cinemateca Nacional , que conta com uma rede expositiva, organiza oficinas e publica livros e DVDs relacionados ao cinema venezuelano e mundia

### Festivais e prêmios
Na Venezuela, os festivais têm sido muito regulares, os mais proeminentes e importantes são:
- Festival del Cortometraje Nacional "Manuel Trujillo Durán": Realizado semestralmente na cidade de Maracaibo , desde 1981 no estado de Zulia .
- Festival de Cortos Estudiantiles de Caracas VIART:  Criado em 1991, e já com 15 edições (até 2011), foi uma referência para o cinema jovem na Venezuela e em toda a América Latina. Dentro do festival acontecem workshops com talentos internacionais totalmente gratuitos, palestras, exibições e o concurso com bons prêmios.
- Festival Nacional de Cortometrajes de Barquisimeto: Começa em 2004, homenageando anualmente uma personalidade do cinema venezuelano.
- Festival del cine venezolano: Desde 2001, a cidade de Mérida reúne os longas-metragens que o país vem produzindo de forma ascendente a cada ano. Em 1987 foi realizada em Caracas a quinta e última edição deste festival , mas em 1950 a Fundação para o Desenvolvimento das Artes e da Cultura (FUNDEARC) deu impulso ao Festival de Cinema da Venezuela, cuja intenção original era realizá-lo a cada dois anos , mas como a criação de longas-metragens na Venezuela parece estar aumentando, foram realizadas edições anuais, então em 2011 foi realizada a 7ª.
- Festival de Cine Latinoamericano y del Caribe: ocorre desde 2009 na Ilha de Margarita, e convoca não só cineastas venezuelanos, mas também primistas de óperas latino-americanas e caribenhas. Sua mostra também inclui curtas metragens e cinema comunitário, além de outras atividades artísticas que não se limitam ao cinema.
- Festival de Espiritualidad en el Cine Venezolano FESCIVE: teve início em 2011 na Ciudad Guayana (Estado de Bolívar), buscando evidenciar os valores do venezuelano. Lá, o prêmio SIGNIS foi entregue pela primeira vez na Venezuela junto com os prêmios do próprio Festival, dando ao FESCIVE um caráter internacional.
- Festival de Cine "Entre Largos y Cortos de Oriente" ELCO: surge na cidade de Puerto La Cruz, visando a oportunidade de mostrar ao público as obras cinematográficas realizadas no leste do país. A primeira edição foi realizada em 2011.
- Festival Internacional de Cortos de Caracas. Chorts
- Festival Internacional de Cine y Audiovisual Infantil y Juvenil FICAIJ: acontece desde 2010 na cidade de Mérida como espaço de exibição de obras audiovisuais (curtas e longas-metragens) dirigidas a crianças e adolescentes (ou por eles realizadas); espaço de encontro para cineastas, cultivadores, professores e interessados na temática da produção audiovisual infantil, bem como para formação audiovisual e animação familiar.
- Festival Internacional de filme y vídeo de Maracay (Maracay International film & Video Festival)
- Festival Internacional de Cortometrajes Independientes "El dia se hace corto"
- Festival de cine de la mujer Marialionza
- Festival Internacional de los Cinco Continentes (Five Continents International Film Festival)

Da mesma forma, existem alguns prêmios que buscam o reconhecimento da excelência na realização de filmes. Os quatro mais importantes são:
- Academia de Ciencias y Artes Cinematográficas de Venezuela (ACACV) fundada desde 2017 com o objetivo de reconhecer as obras mais destacadas da sétima arte venezuelana. Em 2018 ele entregou seus primeiros prêmios. Prêmios ACACV.
- El Premio Nacional de Cine, concedido pelo Ministério do Poder Popular para a Cultura, para premiar a carreira de destaque de uma personalidade ligada ao cinema venezuelano.
- Los Premios ANAC, concedido pela Associação Nacional dos Autores Cinematográficos, principal associação de cineastas do país.
- Premios de la Academia de Ciencias y Artes Cinematográficas de Venezuela
- Premio Municipal de Cine, El Premio Municipal de Cine, atribuído pela Comissão Permanente de Educação e Cultura do Município Libertador de Caracas.

### Festivais e mostras do cinema venezuelano no exterior
- El Festival de cine venezolano en New York (The Venezuelan Film Festival in New York)
- Cinema Venezuela Miami
- El Festival de cine venezolano en París (Festival du Cinéma Vénézuélien en France)
- Festival de Cine Venezolano en Alemania (Festival Venezuela im Film)
- La Muestra Del Nuevo Cine Venezolano en Vigo, España.
- Festival de Cine Venezolano de Buenos Aires
- Festival de Cine Venezolano de Santiago de Chile
- Muestas de cine venezolano de embajadas y consulados venezolanas de vários países: Brasil [9], Ecuador[10], Grecia[11]

## Escolas de cinema

### Ensino superior
Na Venezuela existem poucas escolas especializadas em ensino audiovisual de nível universitário: a Escola Nacional de Mídia Audiovisual , que foi criada em 15 de dezembro de 1995 e funciona na cidade de Mérida , na Universidade de Los Andes, sendo esta a primeira graduação em Mídia Audiovisual, a Escola Nacional de Cinema criada em 2009, que opera em Caracas sob os auspícios da Universidade Central da Venezuela e Bolívar Filmes . Desde 2010, UNEARTE. Oferece o PNF em Artes Audiovisuais, curso com diferentes menções cinematográficas. Há também o Cinema e Televisão Caracas Escola eo Antillano Sergio, Film School, no estado de Zulia.
No resto do território nacional existem cursos universitários que, embora não tratem exclusivamente desta área, podem apresentar ciclos ou menções que permitem ao aluno desenvolver-se na área do audiovisual. Alguns deles são:
- Universidad Central de Venezuela (Escuela de Artes Mención Cinematografía y Escuela de Comunicación Social)
- Universidad Católica Andrés Bello (Escuela de Comunicación Social, mención Artes Audiovisuales)
- Universidad Santa María (Escuela de Comunicación Social, mención Periodismo Audiovisual)
- Universidad del Zulia (Escuela de Artes Escénicas y Audiovisuales, Escuela de Comunicación Social)
- Universidad Rafael Belloso Chacín(Escuela de Comunicación Social, mención Audiovisual)
- Universidad Bicentenaria de Aragua (Escuela de Comunicación Social, mención Audiovisual).
- Universidad Bolivariana de Venezuela (Escuela de Comunicación Social)
- Universidad Católica Santa Rosa (Escuela de Comunicación Social, mención Audiovisual)
- Universidad Fermín Toro (Escuela de Comunicación Social)
- Universidad de los Andes (Escuela de Medios Audiovisuales)
- Universidad Católica Cecilio Acosta (Escuela de Comunicación Social y T.S.U en Artes Audiovisuales)
- Universidad Arturo Michelena (Escuela de Comunicación Social, Mención Audiovisual)
- Instituto Universitario de Tecnología Industrial Rodolfo Loero Arismendi (IUTIRLA, Ciencias Audiovisuales y Fotografía, escuela de Cine, Radio, TV y Fotografía)
- Universidad Nacional Experimental Francisco de Miranda (UNEFM) T.S.U. en Artes Audiovisuales y Radiofónicas
- Universidad Nacional Experimental de las Artes (UNEARTE) Lic. en Artes Audiovisuales menciones várias : Dirección, Producción, Cinematografía, Montaje, Dirección de Arte, Sonido, Guion.
- Universidad Audiovisual de Venezuela (UAV) TSU y Licenciatura en: Producción Audiovisual, Artes Audiovisuales, Ingeniería, Maestría en Animación y de Archivo Digital, Otras Carreras Talleres de Especialización.